# Liste des conseillers départementaux de l'Allier
Pour un article plus général, voir Conseil départemental de l'Allier.

## Liste des conseillers départementaux depuis 2015
| Canton                    | Conseillers              | Parti | Parti   |
| ------------------------- | ------------------------ | ----- | ------- |
| Bellerive-sur-Allier      | Isabelle Goninet         |       | LR      |
| Bellerive-sur-Allier      | Jean-Jacques Rozier      |       | DVD     |
| Bourbon-l'Archambault     | Gérard Dériot            |       | app LR  |
| Bourbon-l'Archambault     | Corinne Trebosc-Coupas   |       | DVD     |
| Commentry                 | Claude Riboulet          |       | UDI     |
| Commentry                 | Christiane Touzeau       |       | DVD     |
| Cusset                    | Annie Corne              |       | LR      |
| Cusset                    | Jean-Sébastien Laloy     |       | LR      |
| Dompierre-sur-Besbre      | Valérie Gouby            |       | app PCF |
| Dompierre-sur-Besbre      | Alain Lognon             |       | PCF     |
| Gannat                    | André Bidaud             |       | UDI     |
| Gannat                    | Anne-Marie Defay         |       | DVD     |
| Huriel                    | Séverine Fenouillet      |       | PCF     |
| Huriel                    | Michel Tabutin           |       | PCF     |
| Lapalisse                 | Martine Arnaud           |       | PRG     |
| Lapalisse                 | Jacques de Chabannes     |       | PRG     |
| Montluçon-1               | Pascale Lescurat         |       | PS      |
| Montluçon-1               | Marc Malbet              |       | PS      |
| Montluçon-2               | Geneviève De Gouveia     |       | PCF     |
| Montluçon-2               | Christian Sanvoisin      |       | PCF     |
| Montluçon-3               | Christian Chito          |       | DVD     |
| Montluçon-3               | Bernadette Vergne        |       | DVD     |
| Montluçon-4               | Bernard Pozzoli          |       | PS      |
| Montluçon-4               | Juliette Werth           |       | PS      |
| Moulins-1                 | Alain Denizot            |       | PS      |
| Moulins-1                 | Eliane Huguet            |       | PS      |
| Moulins-2                 | Jean Laurent             |       | DVD     |
| Moulins-2                 | Nicole Tabutin           |       | DVD     |
| Saint-Pourçain-sur-Sioule | Catherine Corti          |       | DVD     |
| Saint-Pourçain-sur-Sioule | Bernard Coulon           |       | UDI     |
| Souvigny                  | Jean-Paul Dufrègne       |       | PCF     |
| Souvigny                  | Marie-Françoise Lacarin  |       | PCF     |
| Vichy-1                   | Élisabeth Albert-Cuisset |       | DVD     |
| Vichy-1                   | Gabriel Maquin           |       | LR      |
| Vichy-2                   | Frédéric Aguilera        |       | LR      |
| Vichy-2                   | Evelyne Voitellier       |       | LR      |
| Yzeure                    | Pascale Foucault         |       | PS      |
| Yzeure                    | Pascal Perrin            |       | PS      |

## Liste des conseillers généraux avant 2015
| Canton                       | Circ. | Conseiller général       | Parti | Parti | Autres Mandats                                   | 1re élection     | Série |
| ---------------------------- | ----- | ------------------------ | ----- | ----- | ------------------------------------------------ | ---------------- | ----- |
| Arrondissement de Montluçon  |       |                          |       |       |                                                  |                  |       |
| Cérilly                      | 3     | Gérard Dériot            |       | UMP   | Sénateur de l'Allier Adjoint au maire de Cérilly | 17 mars 1985     | 2011  |
| Commentry                    | 2     | Claude Riboulet          |       | UDI   | Maire de Commentry                               | 18 mars 2001     | 2008  |
| Domérat-Montluçon-Nord-Ouest | 2     | Marc Malbet              |       | PS    | Maire de Domérat                                 | 28 mars 2004     | 2011  |
| Ébreuil                      | 3     | Dominique Bidet          |       | PCF   | Maire de Bellenaves                              | 27 mars 1994     | 2008  |
| Hérisson                     | 3     | Daniel Roussat           |       | PCF   | Maire de Cosne-d'Allier                          | 22 mars 1998     | 2011  |
| Huriel                       | 2     | Michel Tabutin           |       | PCF   | Maire de Chazemais                               | 27 mars 1994     | 2008  |
| Marcillat-en-Combraille      | 2     | Christian Chito          |       | DVD   | Maire de Marcillat-en-Combraille                 | 27 mars 2011     | 2011  |
| Montluçon-Est                | 2     | Françoise Czekaj         |       | DVD   |                                                  | 16 mars 2008     | 2008  |
| Montluçon-Nord-Est           | 2     | Bernard Dillard          |       | DVD   | Maire de Saint-Victor                            | 16 mars 2008     | 2008  |
| Montluçon-Ouest              | 2     | Bernard Pozzoli          |       | PS    | Maire de Prémilhat                               | 28 mars 2004     | 2011  |
| Montluçon-Sud                | 2     | Bernadette Vergne        |       | UMP   | Adjointe au maire de Montluçon                   | 16 mars 2008     | 2008  |
| Montmarault                  | 3     | Bruno Rojouan            |       | DVD   | Maire de Villefranche-d'Allier                   | 9 mars 2008      | 2008  |
| Arrondissement de Moulins    |       |                          |       |       |                                                  |                  |       |
| Bourbon-l'Archambault        | 3     | Gilles Mazuel            |       | PCF   |                                                  | 29 juin 2003     | 2011  |
| Chantelle                    | 3     | André Bidaud             |       | UDI   | Maire de Chantelle                               | 28 mars 2004     | 2011  |
| Chevagnes                    | 1     | Alain Lognon             |       | PCF   | Maire de Beaulon                                 | 25 novembre 2007 | 2008  |
| Dompierre-sur-Besbre         | 1     | Pascal Vernisse          |       | DVG   | Maire de Dompierre-sur-Besbre                    | 27 mars 2011     | 2011  |
| Lurcy-Lévis                  | 3     | Nicolas Thollet          |       | PCF   | Maire de Pouzy-Mésangy                           | 16 mars 2008     | 2008  |
| Le Montet                    | 3     | Marie-Françoise Lacarin  |       | PCF   | Conseillère municipale de Cressanges             | 28 mars 2004     | 2011  |
| Moulins-Ouest                | 1     | Alain Denizot            |       | PS    | Maire d'Avermes                                  | 28 mars 2004     | 2011  |
| Moulins-Sud                  | 1     | Nicole Tabutin           |       | DVD   | Adjointe au maire de Moulins                     | 16 mars 2008     | 2008  |
| Neuilly-le-Réal              | 1     | Lucien Gonnot            |       | DVD   | Maire de Neuilly-le-Réal                         | 16 mars 2008     | 2008  |
| Saint-Pourçain-sur-Sioule    | 3     | Bernard Coulon           |       | UDI   | Maire de Saint-Pourçain-sur-Sioule               | 21 mars 1982     | 2008  |
| Souvigny                     | 3     | Jean-Paul Dufrègne       |       | PCF   | Conseiller municipal de Saint-Menoux             | 22 mars 1998     | 2011  |
| Yzeure                       | 1     | Pascal Perrin            |       | PS    | Adjoint au maire d'Yzeure                        | 7 octobre 2007   | 2011  |
| Arrondissement de Vichy      |       |                          |       |       |                                                  |                  |       |
| Cusset-Nord                  | 4     | Magali Dubreuil          |       | EÉLV  | Conseillère municipale de Cusset                 | 19 mars 2013     | 2011  |
| Cusset-Sud                   | 4     | Gérard Charasse          |       | PRG   | Député de l'Allier                               | 22 mars 1998     | 2011  |
| Le Donjon                    | 1     | Guy Labbé                |       | PS    | Adjoint au maire du Donjon                       | 16 mars 2008     | 2008  |
| Escurolles                   | 4     | Jean-Jacques Rozier      |       | DVD   |                                                  | 12 décembre 1993 | 2011  |
| Gannat                       | 3     | Anne-Marie Defay         |       | DVD   | Maire de Saint-Bonnet-de-Rochefort               | 18 mars 2001     | 2008  |
| Jaligny-sur-Besbre           | 1     | Jean-Paul Cherasse       |       | PS    | Maire de Thionne                                 | 28 mars 2004     | 2011  |
| Lapalisse                    | 4     | Jacques de Chabannes     |       | PRG   | Maire de Lapalisse                               | 16 mars 2008     | 2008  |
| Le Mayet-de-Montagne         | 4     | François Szypula         |       | UDI   | Maire d'Arronnes (1995-)                         | 28 mars 2004     | 2011  |
| Varennes-sur-Allier          | 3     | Élisabeth Albert-Cuisset |       | DVD   | Adjointe au maire de Saint-Germain-des-Fossés    | 18 mars 2001     | 2008  |
| Vichy-Nord                   | 4     | Gabriel Maquin           |       | UMP   | Adjoint au maire de Vichy                        | 27 mars 1994     | 2008  |
| Vichy-Sud                    | 4     | Christian Corne          |       | UMP   | Adjoint au maire de Vichy (1989-)                | 28 mars 2004     | 2011  |

Le rapport des forces (18/17) était en faveur de la droite jusqu'au décès du conseiller général de Chevagnes Jean-Marie Potin (droite). La victoire du communiste Alain Lognon en novembre 2007 a fait repasser la majorité à gauche, bien que le président du conseil général ait annoncé son intention de se maintenir jusqu'au renouvellement de mars 2008.
Cette situation a été confirmée au terme des élections cantonales de mars 2008, conduisant à l'élection de Jean-Paul Dufrègne, conseiller général de Souvigny, à la présidence du Conseil Général.